# اخولبه
اخولبه (به اسپانیایی: Ejulve) یک شهرستان در اسپانیا است که در استان تروئل واقع شده‌است.

## خصوصیات
اخولبه ۱۰۹ کیلومترمربع مساحت و ۲۰۳ نفر جمعیت دارد.